# Жилтир
Жилти́р (каз. Жылтыр) — село у складі Шалкарського району Актюбінської області Казахстану. Адміністративний центр Челкарського сільського округу.
Населення — 495 осіб (2021; 698 у 2009, 786 у 1999, 1000 у 1989).